# Ravinia rufipes
Ravinia rufipes är en tvåvingeart som först beskrevs av Townsend 1917.  Ravinia rufipes ingår i släktet Ravinia och familjen köttflugor.
Artens utbredningsområde är Peru. Inga underarter finns listade i Catalogue of Life.